# Rádio Imaculada (Atibaia)
Rádio Imaculada é uma estação de rádio brasileira de São Bernardo do Campo, que opera nos 107.1 MHz em FM para ouvintes da cidade e região de Atibaia. Sua concessão está no município de Atibaia. Pertence ao movimento carismático católico da Milícia da Imaculada. e é a "cabeça de rede" da Rede Milícia Sat.

## História
A inauguração oficial da Rádio Imaculada Conceição 107.1 MHZ aconteceu no dia 15 de novembro de 2001 com a celebração da Santa Missa, em Atibaia, São Paulo. Estavam presentes todos os funcionários da sede da Milícia da Imaculada, os Missionários e Missionárias da Imaculada Padre Kolbe, voluntários consagrados ao movimento e vários representantes da Diocese de Bragança Paulista, do enviado principal do Bispo Monsenhor Lélio. A inauguração foi um ato de agradecimento a Nossa Senhora por mais um meio importante que Ela mesma concedeu aos cuidados da MI, para levar em frente o ideal deconquistar o mundo inteiro a Cristo sob sua proteção materna. Foi também um ato de renovação da disponibilidade dos mílites para continuarem evangelizando através dos meios de comunicação. A programação entrou no ar em 6 de março de 2002, atingindo Atibaia e cidades vizinhas como Nazaré Paulista, Piracaia, Bom Jesus dos Perdões, Itatiba, entre outras. Além de transmitir diariamente, das 20h às 5h, o programa A Igreja no Rádio, gerado em São Bernardo do Campo - SP, a emissora produz conteúdos próprios durante a semana, chegando bem perto do coração da população bragantina.